# Fotografia Kirlian
Fotografia Kirlian ou Kirliangrafia é o método de fotograma acidentalmente descoberto em 1939 por Semyon Kirlian, concluindo que se um objeto é colocado sobre uma placa fotográfica conectada a certa voltagem, uma imagem é projetada na placa.
O trabalho de Kirlian em diante envolveu o várias técnicas do fenômeno de "eletrofotografia".  Na física, este processo foi explorado similarmente pela xerografia por volta de 1777, pelo cientista alemão Georg Christoph Lichtenberg (nas figuras de Lichtenberg). Estudos mais tardios incluem Nikola Tesla e muitos outros, que exploraram o efeito eletrográfico nos séculos XIX e XX.
O método tem sido chamado de "eletrografia", "eletrofotografia", "fotografia de descarga corona" (CDP), "bioeletrografia", "visualização por descarga de gás (GDV)", "imagem eletrofotônica (EPI)" e, na literatura russa, "Kirlianografia".

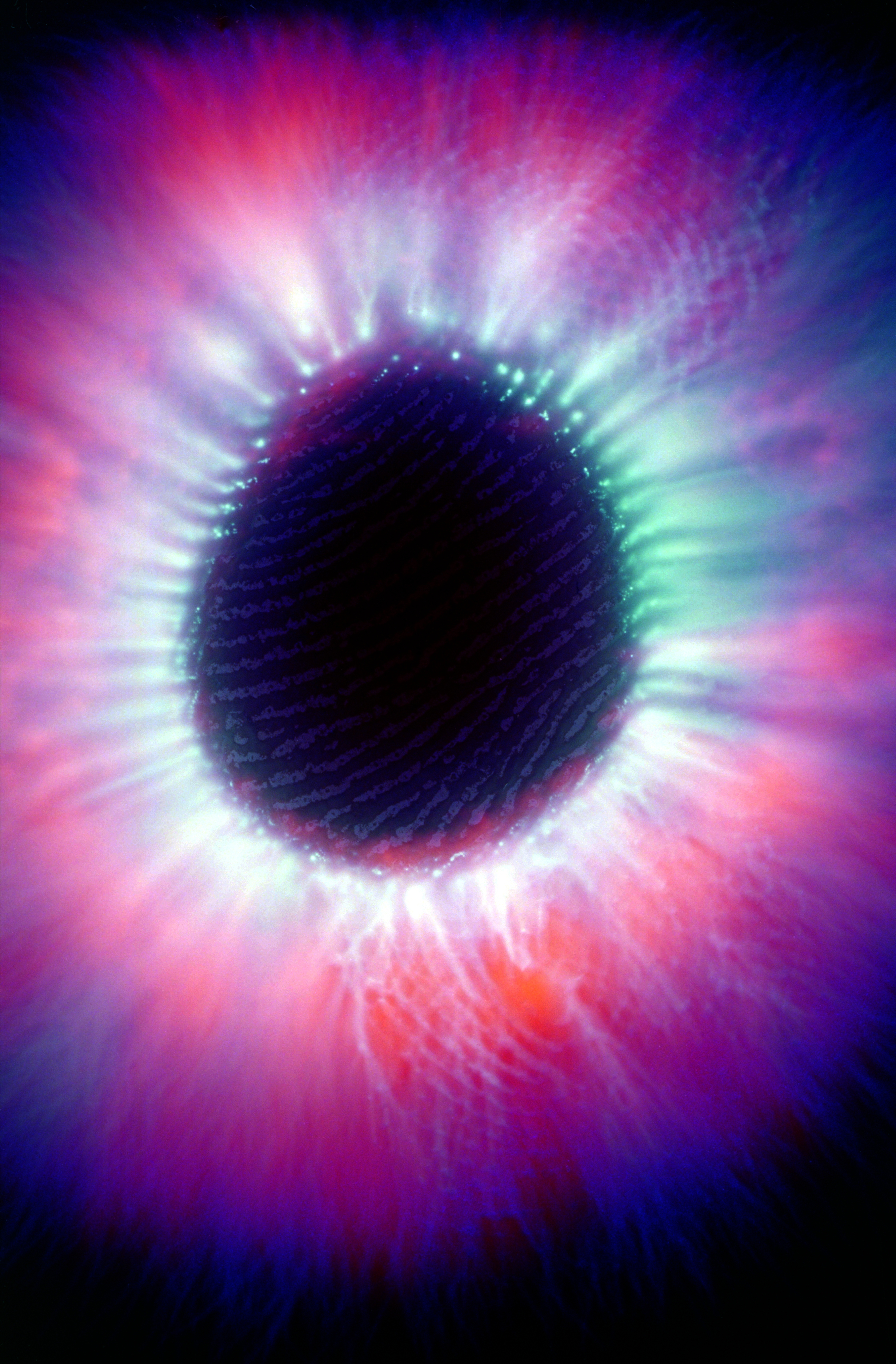
Kirliangrafia de polegar masculino 1989

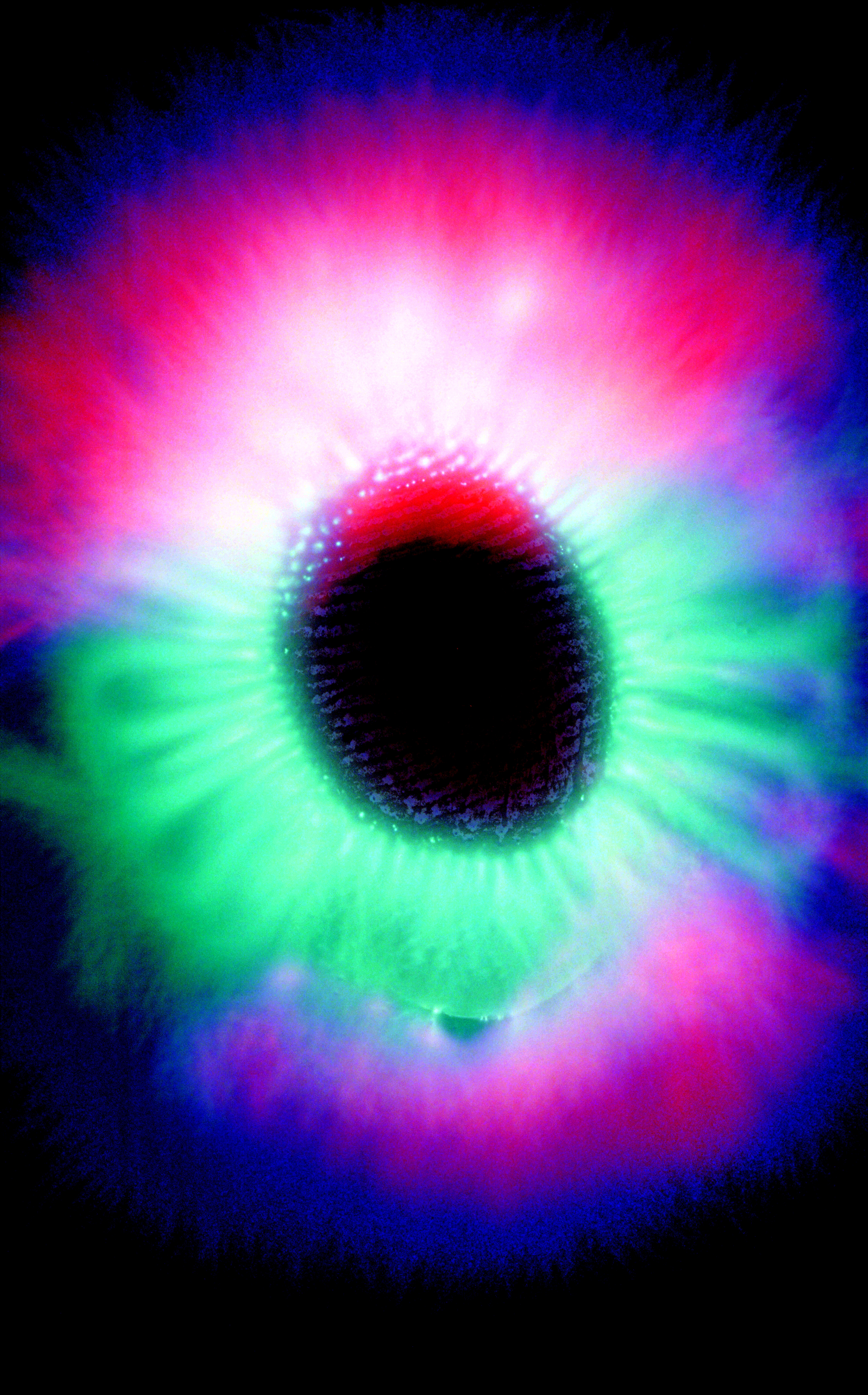
Kirliangrafia de polegar feminino 1989

## Histórico
Em 1939, a técnica viria a ser conhecida, na União Soviética, sob a denominação de "efeito Kirlian", em homenagem a Semyon Davidovich Kirlian, re-descobridor da mesma. O método consiste em fotografar um objeto com uma chapa fotográfica, submetida a campos elétricos de alta-voltagem e alta-frequência, porém baixa intensidade de corrente. O resultado é o aparecimento de uma aura, ou melhor, um "halo luminoso" em torno dos objetos, seja ele qual for, independente de ser orgânico ou inorgânico. A história da Kirliangrafia diz que o efeito foi re-descoberto "acidentalmente", não sendo resultado de nenhum tipo de pesquisa sistemática desenvolvida por Kirlian, que nem cientista era, e sim eletricista, porém, vários experimentos estavam sendo realizados na época, muitos dos quais eram pesquisas sobre as influências dos campos elétricos e eletromagnéticos nos seres humanos e suas possíveis aplicabilidades práticas (possivelmente militar - guerra)[carece de fontes?]. No Brasil, em nossa Embraer desde 1990 a Kirliangrafia é utilizada de forma a identificar "fadiga" bem como "rupturas", "fraturas" ou ainda "bôlhas" dentro do metal que tem aplicações em diversas. O Raio-x é uma boa analogia, para que melhor se compreenda a utilização desta técnica. No Brasil, centenas de Clínicas, Institutos e Hospitais se utilizam da Foto Kirlian para acompanharem o estado de saúde de seus pacientes. Corroborando tal fato já existe o 'Diagnóstico Oncológico Kirliangráfico' embasado no trabalho dos Drs.Júlio Grott e Hélio Grott Filho do Hospital das Forças Armadas de Curitiba. Este trabalho foi publicado na edição Técnico-Científica nº 4 de Out/Dez-87 pelo Hospital das Forças Armadas de Brasília, sendo este o 1º Órgão Oficial a publicar referida matéria na América do Sul.(Centro de Fotografias Kirlian-CFK-Brasília-DF).[carece de fontes?]
Desde que o assunto surgiu na antiga URSS, foram realizadas muitas pesquisas e ainda hoje não há evidências conclusivas de que o que é registrado nas fotos tenha alguma utilidade na avaliação do estado emocional e de saúde, ou no diagnóstico de doenças. No entanto, a utilização da fotografia Kirlian foi aprovada em 1999 pelo Ministério da Saúde da Federação Russa para uso como ferramenta auxiliar de diagnóstico médico, na sequência de um estudo realizado na Universidade Governamental de Medicina de São Petersburgo que sugere alterações significativas no padrão observado na bioeletrografia em portadores de asma antes e após tratamento, e correlação com o estado emocional dos mesmos.
Existem atualmente diversas publicações científicas internacionais sobre o assunto[carece de fontes?], inclusive sobre diagnóstico de doenças, como o câncer[carece de fontes?].
Hoje no meio científico em geral, qualquer comprovação ou afirmação em cima de um fato ou experiência, esta só terá validade se os meios utilizados forem  mensuráveis, quantificáveis ou registráveis . Para a devida validação referida experiência ou comprovação deverá ter de 800/900 ou 1000 casos comprovados . Sobre a utilização da fotografia Kirlian para uso como ferramenta para o diagnóstico médico é real, verdadeira e passível "in totun" de ser efetuado. Na área psicológica, pode-se identificar: depressão, tristeza, angústia,tensões etc. No aspecto físico na área de CA, ou no popular cancer, ou ainda neoplasia maligna, após participação em mais de 1.200 cirurgias, o Centro de Fotografias Kirlian-CFK-BSB comprovou referida possibilidade montando um projeto solicitando apoio do MS. Referido projeto foi entregue ao Dr. Paulo ex-chefe de gabinete do então Ministro da Saúde Alceni Guerra. Referido trabalho foi entregue pelo Dr. Fermin Cabal - Presidente da Confederação Internacional de Associações de Medicinas Alternativas Naturais - CIA-MAN em 04-07-1990, provando a possibilidade de identificação de Neoplasias a partir de um milímetro de diametro, solicitando apoio no desenvolvimento de pesquisas nesta área, apenas para fins de comprovação oficial. (Centro de Fotografias Kirlian-CFK-BSB).

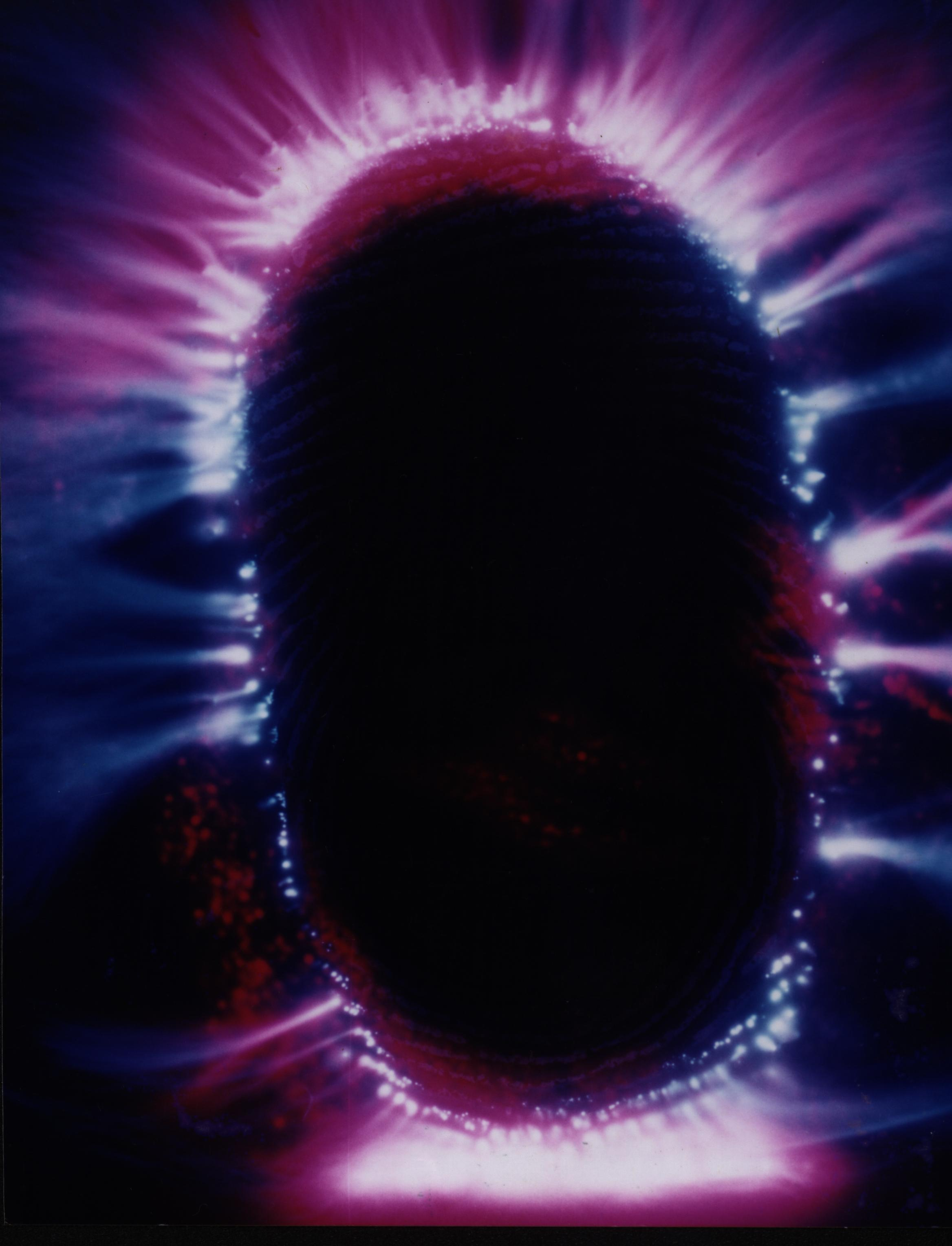
Bioeletrografia da ponta de um dedo indicador

## Técnica
No procedimento para obter uma foto Kirlian, o objeto, como por exemplo uma folha ou a parte do corpo de uma pessoa (geralmente os dedos), é colocado próximo à emulsão fotográfica, em uma chapa isolante com um eletrodo metálico por baixo, o qual está ligado ao aparelho de fotografia Kirlian que gera uma corrente elétrica pulsante de alta freqüência, baixa corrente e alta tensão (normalmente de cinco até vinte mil volts). Na foto obtida por este processo, aparece uma luminescência felpuda ao redor dos contornos dos objetos fotografados, resultantes da ionização dos gases que ali se encontram, onde fótons são produzidos e ali ficam registrados.

## Significado
Fotografias Kirlian registram a passagem de correntes pela resistência elétrica da superfície dos materiais, biológicos ou não, por intermédio de uma chapa metálica eletrificada colocada em oposição.
A pesquisa científica explica que grande parte dos halos são gerados pela umidade que ocorre naturalmente em todos os seres vivos, que se tornam ionizada devido aos campos elétricos de alta-tensão e alta-frequência utilizados nessa técnica e captados pela emulsão fotográfica. De fato, considera-se que pelo menos vinte e duas características físicas, químicas e fotoquímicas podem influenciar as descargas coronais vistas nas fotos Kirlian.
Muito se especula sobre o que é registrado nas fotos Kirlian. Numa visão mística, alguns entusiastas religiosos alegam que as imagens do halo registrado nas fotos, correspondem à aura, ainda que esse registro também ocorra com objetos, ferramentas ou pedras. De fato o que se registra nas imagens eletrografadas é apenas a resistência ou permeância elétrica do objeto em estudo.
A hipótese de o fenômeno registrado ser realmente a aura dos objetos fotografados é atualmente desacreditada em praticamente todos os meios, salvo em alguns círculos místicos que ignoram as evidências contra tal explicação.
O maior argumento a favor da explicação aceita pela comunidade científica (e consequentemente contra a explicação mística para o fenômeno) é o fato de que a suposta aura não aparece se a fotografia for realizada no vácuo.

## Aplicações
Apesar da atual controvérsia sobre a existência de evidências conclusivas e falta do reconhecimento pela comunidade científica internacional sobre a validade do seu uso na prática médica, a técnica da bioeletrografia é potencialmente útil para outras situações, como a análise da condutividade e disposição de superfície de condutividade. Estudos iniciais sugerem que a técnica pode ser utilizada pela mineralogia.
Desde que o assunto surgiu na antiga URSS, muitas pesquisas foram feitas. Em 1999 a técnica foi reconhecida pelo Ministério da Saúde da Federação Russa e em 2000 pela Academia de Ciências da Rússia, sendo recomendado o seu uso nas instituições de saúde daquele país como um instrumento científico auxiliar de diagnóstico, recomendado para uso na Prática Médica.

### Outras referências
- Hines, Terence. Pseudoscience and the Paranormal (Buffalo, NY: Prometheus Books, 1990)